# Beaumont-sur-Vesle
Beaumont-sur-Vesle és un municipi francès, situat al departament del Marne i a la regió del Gran Est. L'any 2007 tenia 713 habitants.

## Demografia

### Població
El 2007 la població de fet de Beaumont-sur-Vesle era de 713 persones. Hi havia 250 famílies, de les quals 37 eren unipersonals (25 homes vivint sols i 12 dones vivint soles), 82 parelles sense fills, 123 parelles amb fills i 8 famílies monoparentals amb fills.
La població ha evolucionat segons el següent gràfic:
Habitants censats

### Habitatges
El 2007 hi havia 281 habitatges, 253 eren l'habitatge principal de la família, 2 eren segones residències i 25 estaven desocupats. 274 eren cases i 5 eren apartaments. Dels 253 habitatges principals, 214 estaven ocupats pels seus propietaris, 28 estaven llogats i ocupats pels llogaters i 12 estaven cedits a títol gratuït; 1 tenia una cambra, 1 en tenia dues, 10 en tenien tres, 50 en tenien quatre i 191 en tenien cinc o més. 211 habitatges disposaven pel capbaix d'una plaça de pàrquing. A 78 habitatges hi havia un automòbil i a 159 n'hi havia dos o més.

### Piràmide de població
La piràmide de població per edats i sexe el 2009 era:
| Homes | Edats   | Dones |
| ----- | ------- | ----- |
| 0     | 95 o +  | 0     |
| 0     | 90 a 94 | 0     |
| 0     | 85 a 89 | 4     |
| 4     | 80 a 84 | 4     |
| 8     | 75 a 79 | 20    |
| 12    | 70 a 74 | 8     |
| 16    | 65 a 69 | 4     |
| 0     | 60 a 64 | 4     |
| 12    | 55 a 59 | 4     |
| 28    | 50 a 54 | 12    |
| 40    | 45 a 49 | 32    |
| 40    | 40 a 44 | 36    |
| 28    | 35 a 39 | 52    |
| 32    | 30 a 34 | 20    |
| 24    | 25 a 29 | 16    |
| 16    | 20 a 24 | 24    |
| 28    | 15 a 19 | 60    |
| 56    | 10 a 14 | 28    |
| 24    | 5 a 9   | 28    |
| 20    | 0 a 4   | 20    |

## Economia
El 2007 la població en edat de treballar era de 510 persones, 388 eren actives i 122 eren inactives. De les 388 persones actives 366 estaven ocupades (204 homes i 162 dones) i 20 estaven aturades (12 homes i 8 dones). De les 122 persones inactives 25 estaven jubilades, 63 estaven estudiant i 34 estaven classificades com a «altres inactius».

### Ingressos
El 2009 a Beaumont-sur-Vesle hi havia 257 unitats fiscals que integraven 716 persones, la mediana anual d'ingressos fiscals per persona era de 22.259 €.

### Activitats econòmiques
Dels 25 establiments que hi havia el 2007, 1 era d'una empresa alimentària, 1 d'una empresa de fabricació de material elèctric, 1 d'una empresa de fabricació d'altres productes industrials, 8 d'empreses de construcció, 6 d'empreses de comerç i reparació d'automòbils, 3 d'empreses d'hostatgeria i restauració, 2 d'empreses immobiliàries, 2 d'entitats de l'administració pública i 1 d'una empresa classificada com a «altres activitats de serveis».
Dels 11 establiments de servei als particulars que hi havia el 2009, 1 era una gendarmeria, 3 tallers de reparació d'automòbils i de material agrícola, 1 paleta, 1 guixaire pintor, 1 fusteria, 2 electricistes, 1 restaurant i 1 saló de bellesa.
L'únic establiment comercial que hi havia el 2009 era una fleca.
L'any 2000 a Beaumont-sur-Vesle hi havia 21 explotacions agrícoles que ocupaven un total de 384 hectàrees.

## Equipaments sanitaris i escolars
El 2009 hi havia una escola elemental.

## Poblacions més properes
El següent diagrama mostra les poblacions més properes.